# Azulão (músico)
Azulão é um cantor e compositor de música popular brasileira.

## Discografia
Eu não socorro não  1975
Azulão  1976
Tempero de caboclo 1977
Baque da cancela 1978
O melhor de Azulão. 1978
Vaqueiro varão.  1979
Confissão de um nordestino 1980
LP Azulão 1982
Tô voltando. 1989
A sanfona da gente 1990
Caruaru que todos cantam 1992
Dona Tereza arrependida  1992
Orgulho do meu sertão 1993
Caruaru do meu tempo 1993
CD Azulão Canta e Encanta Caruaru com seus Maiores Sucessos (1995)
CD 20 Super Sucessos (1998)
CD Caruaru: A Capital do Forró - Volume 01 (2002)
CD Solte o Azulão (2006)
- Azulão